# Rafinha (cầu thủ bóng đá, sinh 1987)
Rafael dos Santos de Oliveira (sinh ngày 30 tháng 6 năm 1987), thường được biết với tên Rafinha, là một cầu thủ bóng đá người Brasil thi đấu ở vị trí tiền đạo cho Pattaya United.
Rafinha ghi bàn trong trận chung kết khi Ulsan Hyundai đánh bại Al-Ahli của Ả Rập Xệ Út để lên ngôi vô địch tại Giải vô địch bóng đá các câu lạc bộ châu Á 2012. Sau đó anh đại diện Ulsan Hyundai tham dự Giải bóng đá Cúp câu lạc bộ thế giới 2012, thi đấu cả hai trận và được FIFA công nhận.

## Thống kê câu lạc bộ
| Thành tích câu lạc bộ | Thành tích câu lạc bộ | Thành tích câu lạc bộ | Giải vô địch | Giải vô địch | Cúp                   | Cúp                   | Tổng cộng | Tổng cộng |
| Mùa giải              | Câu lạc bộ            | Giải vô địch          | Số trận      | Bàn thắng    | Số trận               | Bàn thắng             | Số trận   | Bàn thắng |
| Nhật Bản              | Nhật Bản              | Nhật Bản              | Giải vô địch | Giải vô địch | Cúp Hoàng đế Nhật Bản | Cúp Hoàng đế Nhật Bản | Tổng cộng | Tổng cộng |
| --------------------- | --------------------- | --------------------- | ------------ | ------------ | --------------------- | --------------------- | --------- | --------- |
| 2007                  | Avispa Fukuoka        | J2 League             | 2            | 0            | 0                     | 0                     | 2         | 0         |
| 2010                  | Thespa Kusatsu        | J2 League             | 34           | 8            | 0                     | 0                     | 34        | 8         |
| 2011                  | Thespa Kusatsu        | J2 League             | 15           | 5            | 0                     | 0                     | 15        | 5         |
| 2011                  | Gamba Osaka           | J1 League             | 17           | 11           | 0                     | 0                     | 17        | 11        |
| 2012                  | Gamba Osaka           | J1 League             | 10           | 3            | 0                     | 0                     | 10        | 3         |
| Hàn Quốc              | Hàn Quốc              | Hàn Quốc              | Giải vô địch | Giải vô địch | Cúp FA                | Cúp FA                | Tổng cộng | Tổng cộng |
| 2012                  | Ulsan Hyundai         | K League              | 17           | 6            |                       |                       |           |           |
| Quốc gia              | Nhật Bản              | Nhật Bản              | 78           | 29           | 0                     | 0                     | 78        | 29        |
| Quốc gia              | Hàn Quốc              | Hàn Quốc              |              |              |                       |                       |           |           |
| Tổng                  | Tổng                  | Tổng                  | 78           | 29           | 0                     | 0                     | 78        | 29        |

## Danh hiệu
Ulsan Hyundai
- Giải vô địch bóng đá các câu lạc bộ châu Á (1): 2012

## Externaler links
- Rafinha – Thông tin tại kleague.com